# بوستمان (برمجيات)
بوستمان (بالإنجليزية: Postman)‏ عبارة عن منصة لتطوير وتصميم وبناء واختبار وتكرار واجهات برمجة التطبيقات (APIs). في أبريل 2022 وصل عدد المستخدمين المسجلين في بوستمان إلى أكثر من 20 مليون،  وأكثر من 75000 واجهة برمجة تطبيقات مفتوحة المصدر، والتي تشكل أكبر مركز عام لواجهة برمجة التطبيقات في العالم. يقع المقر الرئيسي للشركة في سان فرانسيسكو ولديها مكتب في بنغالور، حيث تم تأسيسها.

## التاريخ
بدأ بوستمان في عام 2012 كمشروع جانبي لمهندس البرمجيات أبيناف أستونا (بالإنجليزية: Abhinav Asthana)‏ الذي أراد تبسيط اختبار الـ APIs، أثناء العمل في مشروع ياهو! بنغالور. وأطلق بوستمان كتطبيق مجاني في سوق كروم الإلكتروني. مع نمو استخدام التطبيق، قام أبيناف بتجنيد زملائه السابقين أنكيت سوبتي وأبهيجيت كين للمساعدة في إنشاء شركة بوستمان المتحدة. يقود المؤسسون الثلاثة الشركة اليوم، حيث يشغل أبيناف منصب الرئيس التنفيذي وسوبتي رئيسًا للتكنولوجيا.
في عام 2022 صُنفت بوستمان في المرتبة 28 على قائمة فوربس السحابية،  بعد أن كان رقم 54 في العام السابق.

## المنتجات
- مستودع API: يسمح للمستخدمين بالتخزين، والفهرسة، والتعاون حول عناصر واجهة برمجة التطبيقات في نظام أساسي مركزي داخل الشبكات العامة أو الخاصة أو الشريكة.[6]
- منشئ API: يساعد في تنفيذ سير عمل تصميم API ويدعم OpenAPI وGraphQL وRAML. يدمج عناصر التحكم المتنوعة في المصادر وما يُغرف بـ إدماج مستمر/نشر مستمر (CI / CD).[7]
- الأدوات: تصميم API، وتوثيق API، واختبار API، والخوادم الوهمية، واكتشاف API.[8]
- أدوات المساعدة: تحذيرات الأمان، والبحث في مستودع واجهة برمجة التطبيقات، ومساحات العمل، وإعداد التقارير، وحوكمة واجهة برمجة التطبيقات [9]
- مساحات العمل: مساحات العمل العامة والخاصة والشريكة تتيح للمطورين التعاون داخليًا وخارجيًا [10]

## السعر
يقدم بوستمان نموذج تسعير متدرج. تتراوح الخيارات من خطة مجانية إلى خطط المؤسسة التي يمكن أن تخدم آلاف المطورين وتقدم مجالات مخصصة وإعداد التقارير والتحليلات والحوكمة وتكامل المؤسسة مع غيت هاب (GitHub) وغيت لاب (GitLab).